# VVT

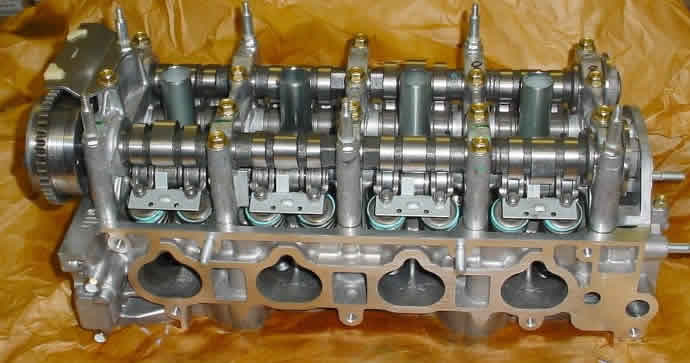
K20 ilustração

VVT (Variable Valve Timing) é uma tecnologia de temporização de válvula 20variável de motores a combustão interna, desenvolvida pela Toyota. O sistema VVT é um sistema de dois estágios controlado hidraulicamente. Foi introduzido em 1991 em alguns modelos da montadora.
Em 1996, foi introduzido o sistema VVT-i (Variable Valve Timing with Intelligence), em substituição ao VVT. O VVT-i varia a temporização das válvulas de admissão. A pressão do óleo do motor é aplicada a um atuador para ajustar a posição da árvore de cames. Os ajustes no tempo de sobreposição entre o fecho da válvula de escape e a abertura da válvula de admissão resultam numa melhoria da eficiência do motor.
Variantes do sistema: VVTL-i, Dual VVT-i, VVT-iE, VVT-iW e Valvematic.